# NGC 782
NGC 782 este o galaxie spirală situată în constelația Eridanul. A fost descoperită în 27 octombrie 1834 de către John Herschel. Se află la o distanță de 48,98 de megaparseci de Pământ.